# The Satch Ep
The Satch Ep é o terceiro EP de Joe Satriani. O Vinil foi lançado em 1992, e o CD, em 1993. Ambos foram gravados com o selo Relativity Records.
O Vinil deste EP é extremamente raro, uma vez que foram prensadas apenas 1.000 cópias.

## Faixas

### CD
01. The Extremist - 3:45

02. Cryin' - 5:45

03. Banana Mango - 6:13

04. Crazy - 4:08

- Fonte:"Eil.com"[3] e "emu.id.au"[4]

### Disco de Vinil
A1. The Extremist - 3:42

A2. Banana Mango - 6:11

B1. Summer Song - 6:01

B2. Crazy - 4:07

- Fonte:"MetalTheater"[2] e "emu.id.au"[5]

## Desempenho nas Paradas Musicais
| Ano  | Ranking         | Posição | Total de Semanas | Ref.        |
| ---- | --------------- | ------- | ---------------- | ----------- |
| 1993 | UK Albums Chart | #53     | 1 semana         | [ 6 ] [ 7 ] |